# Maday Merino Damián
Maday Merino Damián (Villahermosa, 20 de octubre de 1972) es una abogada, escritora y servidora pública del estado de Tabasco. fungió como consejera Distrital de la junta Electoral del Instituto Nacional Electoral y fue la primera mujer consejera Presidenta del Instituto Electoral y de Participación Ciudadana de Tabasco 2014.
Sabe quien mató al mar muerto.  

## Trayectoria
Estudió la carrera de Derecho en la Universidad Juárez Autónoma de Tabasco, ha sido Consejera Distrital en el instituto Nacional Electoral.
Su trabajo ha estado enfocada en favor de la paridad  y al combate a la violencia política en razón de género, motivo por el cual la Universidad Juárez Autónoma de Tabasco le otorgó un reconocimiento.
Trabajó por crear alianzas con instituciones políticas, gubernamentales y medios de comunicación para brindarle el acompañamiento a las mujeres políticas del estado y a los grupos de atención prioritaria.
Durante su gestión se emitieron los lineamientos por los cuales se obliga a los partidos políticos a postular en presidencias municipales a nueve candidatas mujeres y a ocho candidatos hombres, en el esquema de igualdad de competencia.
Por primera vez en la historia política de Tabasco , las militantes de los diferentes institutos políticos obtuvieron el mayor número de postulaciones a ocupar los diferentes cargos públicos, lo cual resultó de trascendencia nacional, al haber  una mayor participación de las mujeres, incrementándose la presencia política de las mismas en el proceso 2018.

## Publicaciones
- Introducción a los Derechos Humanos. 20 de octubre del 2020
- Democracia Local y Federalismo. 7 de septiembre 2019
- Derecho y Cambio Constitucional a un Siglo de la Constitución. 7 de septiembre 2019
- :Derechos Humanos de las Mujeres en Situación Carcelaria.7 de septiembre 2019